# Animal Liberation
Animal Liberation: A New Ethics for Our Treatment of Animals is een boek uit 1975, geschreven door de Australische filosoof Peter Singer. Singers boek wordt beschouwd als een van de toonaangevende werken op het gebied van dierenrechten, en heeft invloed gehad op vele dierenrechtenactivisten. Het centrale argument van het boek vertrekt van het klassieke utilistische idee dat het grootste geluk voor het grootste aantal de enige maatstaf is voor goed of ethisch handelen, dat Singer dan wil uitbreiden naar andere dieren naast de mens. Volgens Singer is er geen gegronde reden waarom we deze maatstaf niet op andere dieren kunnen of moeten toepassen. Hij gebruikt in dit verband de term speciësisme (die hij overneemt van Richard Ryder), om de praktijk te beschrijven van het voortrekken van leden van de eigen soort (species) boven de andere diersoorten.

## Samenvatting
Het centrale argument van Singer is een uitbreiding van het utilitaire idee dat 'het grootste goed' de enige maatstaf is voor goed of ethisch gedrag. Hij stelt dat er geen reden is om dit principe alleen op menselijke dieren toe te passen.
Hoewel Singer 'rechten' als moreel concept afwijst, is zijn standpunt ontleend aan utilitaire uitgangspunten van het minimaliseren van lijden. Singer geeft toe dat dierenrechten niet hetzelfde zijn als mensenrechten, en schrijft in Animal Liberation dat "er duidelijk belangrijke verschillen zijn tussen mensen en andere dieren, en deze verschillen moeten de basis zijn voor enkele verschillen in de rechten die elk van hen heeft."
In Animal Liberation pleit Singer tegen wat hij speciësisme noemt: discriminatie op grond van het feit dat een wezen tot een bepaalde soort behoort. Hij vindt dat de belangen van alle wezens die kunnen lijden evenveel aandacht verdienen en dat minder aandacht schenken aan wezens op basis van hun soort niet meer gerechtvaardigd is dan discriminatie op basis van bijvoorbeeld huidskleur. Hij stelt dat dierenrechten meer gebaseerd moeten zijn op het vermogen om pijn te voelen dan op intelligentie. In het bijzonder betoogt hij dat hoewel dieren een lagere intelligentie vertonen dan de gemiddelde mens, veel ernstig intellectueel gehandicapte mensen een even verminderd, zo niet lager, mentaal vermogen vertonen en dat sommige dieren tekenen van intelligentie vertonen (bijvoorbeeld primaten die elementen van gebarentaal leren) soms vergelijkbaar met die van mensenkinderen. Daarom biedt intelligentie geen basis om niet-menselijke dieren minder aandacht te geven dan zulke mensen. Singer concludeert dat de meest praktische oplossing is om een vegetarisch of veganistisch dieet te volgen. Hij veroordeelt verder medische vivisectie, behalve wanneer het voordeel (in termen van verbeterde medische behandeling, enz.) opweegt tegen de schade die aan de gebruikte dieren wordt toegebracht.

## Achtergrond
In een essay getiteld "Animal Liberation: A Personal View", beschrijft Singer zijn achtergrond die leidde tot zijn aanvaarding van de opvattingen die hij uiteenzet in Animal Liberation. Hij schrijft over hoe hij in oktober 1969 in Oxford aankwam en in 1970 lunchte met een medestudent, Richard Keshen, die geen vlees at. Dit bracht Singer ertoe om te onderzoeken waarom. Singer las vervolgens het boek van Ruth Harrison, Animal Machines, evenals een paper van Roslind Godlovitch (die later mede-auteur zou worden van Animals, Men and Morals), wat hem ervan overtuigde vegetariër te worden en dierenleed serieus te nemen als een filosofische kwestie.